# 真木柱
真木柱（まきばしら）は、
1. 『源氏物語』五十四帖の巻名のひとつ。第31帖。玉鬘十帖の第10帖。玉鬘の結婚とそれにまつわる騒動を書く。巻名は髭黒の娘が詠んだ和歌「今はとて宿かれぬとも馴れ来つる真木の柱はわれを忘るな」に因む。
2. 『源氏物語』に登場する架空の人物の通称。髭黒の長女で、母は式部卿宮の長女。上記の巻の名に因む和歌を詠んだことから、この名で呼ばれる。

- 源氏物語 > 源氏物語各帖のあらすじ > 玉鬘十帖 > 真木柱
- 源氏物語 > 源氏物語の登場人物 > 真木柱

| 源氏物語五十四帖 |        |    |        |
| 各帖のあらすじ   |        |    |        |
| 帖               | 名     | 帖 | 名     |
| 1                | 桐壺   | 28 | 野分   |
| 2                | 帚木   | 29 | 行幸   |
| 3                | 空蝉   | 30 | 藤袴   |
| 4                | 夕顔   | 31 | 真木柱 |
| 5                | 若紫   | 32 | 梅枝   |
| 6                | 末摘花 | 33 | 藤裏葉 |
| 7                | 紅葉賀 | 34 | 若菜   |
| 8                | 花宴   | 35 | 柏木   |
| 9                | 葵     | 36 | 横笛   |
| 10               | 賢木   | 37 | 鈴虫   |
| 11               | 花散里 | 38 | 夕霧   |
| 12               | 須磨   | 39 | 御法   |
| 13               | 明石   | 40 | 幻     |
| 14               | 澪標   | 41 | 雲隠   |
| 15               | 蓬生   | 42 | 匂宮   |
| 16               | 関屋   | 43 | 紅梅   |
| 17               | 絵合   | 44 | 竹河   |
| 18               | 松風   | 45 | 橋姫   |
| 19               | 薄雲   | 46 | 椎本   |
| 20               | 朝顔   | 47 | 総角   |
| 21               | 少女   | 48 | 早蕨   |
| 22               | 玉鬘   | 49 | 宿木   |
| 23               | 初音   | 50 | 東屋   |
| 24               | 胡蝶   | 51 | 浮舟   |
| 25               | 蛍     | 52 | 蜻蛉   |
| 26               | 常夏   | 53 | 手習   |
| 27               | 篝火   | 54 | 夢浮橋 |

## 帖のあらすじ
光源氏37歳の冬から38歳の初春の話。
尚侍として出仕を控えていた玉鬘だったが、その直前に髭黒が女房の手引きで強引に契りを交わしてしまう。若く美しい玉鬘を得て有頂天の髭黒を、源氏は内心の衝撃を押し隠して丁重に婿としてもてなしたが、無骨で雅さに欠ける髭黒と心ならずも結婚することになった当の玉鬘はすっかりしおれきり、恥ずかしさに源氏とも顔を合わせられない。一方で実父の内大臣は、姉妹の弘徽殿女御と冷泉帝の寵を争うよりは良いとこの縁談を歓迎、源氏の計らいに感謝した。
髭黒はその後玉鬘を迎えるために邸の改築に取り掛かるが、その様子に今はすっかり見捨てられた北の方は絶望し、父親の式部卿宮も実家に戻らせようと考える。髭黒もさすがにそれは世間体も悪いと引き止めたものの、いざ玉鬘のところへ出発しようとした矢先、突然狂乱した北の方に香炉の灰を浴びせられる。この事件で完全に北の方に愛想を尽かした髭黒は玉鬘の下に入り浸り、とうとう業を煮やした式部卿宮は、髭黒の留守の間に北の方と子供たちを迎えにやる。一人髭黒の可愛がっていた娘（真木柱）だけは父の帰りを待つと言い張ったが、別れの歌を邸の柱に残して泣く泣く連れられていった。後でそれを知った髭黒も涙し、宮家を訪れて対面を願ったが、返されたのは息子たちだけだった。
明けて新年、相変わらず塞ぎこんでいる玉鬘に髭黒もようやく出仕を許す気になり、玉鬘は華々しく参内する。早速訪れた冷泉帝は噂以上の玉鬘の美しさに魅了されて熱心に想いを訴え、それに慌てた髭黒は退出をせきたててそのまま玉鬘を自邸へ連れ帰ってしまった。まんまと玉鬘を奪われた源氏は悔しさを噛みしめ、なおも未練がましく幾度か文を送ったが、それも髭黒に隔てられて思うに任せない。やがて玉鬘は男子を出産し、その後は出仕することもなく髭黒の正室として家庭に落ち着いた。

## 人物
髭黒と最初の北の方（式部卿宮の長女）の間の長女。父髭黒は真木柱を特に愛しており、真木柱も父を慕っていたが、北の方と共に引き取った祖父が手放そうとしなかったため、その後も狂気の母と暮らす。父の元に帰った弟二人は継母玉鬘との仲も良好で、真木柱は却って弟たちを羨んだ。
その後「若菜下」で祖父式部卿宮が柏木との縁組を密かに志したこともあったが、結局蛍兵部卿宮の後妻となる。しかし宮との間に一女（宮の御方）をもうけながらも、夫婦仲はしっくりいかなかった。蛍兵部卿宮の死後は、紅梅大納言（柏木の弟）が始め人目を憚って通い、一時は世間から非難されたりもしたがやがて正式に結婚し北の方となった。大納言もまた娘二人を連れての再婚であったが、夫婦仲は良好で互いの娘たちも一家睦まじく、その後大納言との間に一男（大夫の君）をもうけて比較的幸福に過ごしたらしい。不幸な生い立ちながらも明るく今風の人柄であるとされ、大納言の長女が東宮に入内した時も付き添ってよく世話をするなど、賢く生きる女性に成長した（「紅梅」）。